# Ernazar Akmataliev
Ernazar Akmataliev (Orto-Nura, 2 luglio 1998) è un lottatore kirghiso, specializzato nella lotta libera.

## Biografia
Ha rappresentato la Kirghizistan ai Giochi olimpici estivi di Tokyo 2020, classificandosi dodicesimo nel torneo del pesi welter, eliminato dall'indiano Bajrang Punia agli ottavi.
Ai mondiali di Oslo 2021 ha guadagnato la medaglia di argento nel torneo dei -70 kg, perdendo in finale contro il polacco Magomedmurad Gadżijew.

## Palmarès
- Mondiali

Oslo 2021: argento nei -70 kg;
- Campionati asiatici

Ulaanbaatar 2022: argento nei 70 kg.